# 鈴木Esteem
鈴木Esteem（日语：スズキ・エスティーム）乃日本鈴木公司1995年至2007年間開發製造的四門緊湊型轎車、五門緊湊型旅行車。在日本市場，此車款是鈴木Cultus的高端車型，稱為鈴木Cultus Crescent；北美洲和臺灣市場使用「鈴木Esteem」，而歐洲、澳洲及其他亞洲市場則稱為鈴木Baleno。由印度馬魯蒂鈴木公司製造發售的稱為馬魯蒂Baleno（四門轎車）、馬魯蒂Baleno Altura（五門旅行車），不過菲律賓則更換廠徽標誌後叫作雪佛蘭Cassia。

## 歷史與概要
1995年 - 1月日本正式發售Cultus的高級車型「Cultus Crescent」，包括三門掀背車（1.3L、1.5L）、四門轎車（1.5L、1.6L）。上半年起開始外銷，包括北美洲、歐洲等地。此車款以Cultus之底盤為基礎稍事修改，並加大車室空間，其它零組件則與原型車共用。1.6L車型可選購4WD，另外運動化車型「GT」則搭載由馬自達供應的1.8L直列四缸DOHC J18A型引擎
1.8L直列四缸DOHC BP-ZE型引擎。由於長年以來鈴木汽車替馬自達代工輕型車，後者則提供引擎給前者使用，雙方省卻研發費用、互利共生。
1996年 - 春季發售五門旅行車型的Baleno / Esteem Wagon（印度市場稱「馬魯蒂Baleno Altura」），若不計入輕型車產品的話，此為鈴木史上第一輛旅行車車型。旅行車型同樣搭載1.6L引擎、採4WD設定。
1997年 - 臺灣太子汽車引進Esteem四門轎車型，1.6L G16B型引擎搭配四速自排，具備ABS防鎖死煞車系統、雙前座安全氣囊等配備；另亦進口少量五門旅行車型。
1998年 - 進行小改款，重新塑造頭燈造型，水箱罩也改得更圓潤，改配1.8L直列四缸DOHC J18A型引擎。英國、愛爾蘭等市場推出限量的「Baleno GSR」特仕車，以三門掀背車型搭載1.8L J18A型引擎。此外，順應歐洲市場的特性，另有標緻汽車製造的1.9L直列四缸XUD9型柴油引擎可供選擇。
2001年 - 1月鈴木Aerio在日本上市，大部分市場停售Esteem；日本當地也在同年11月停售四門轎車型，至於五門旅行車型則到2002年8月。印度和其他東南亞市場則至2007年才停售，並由鈴木SX4四門轎車版取代。

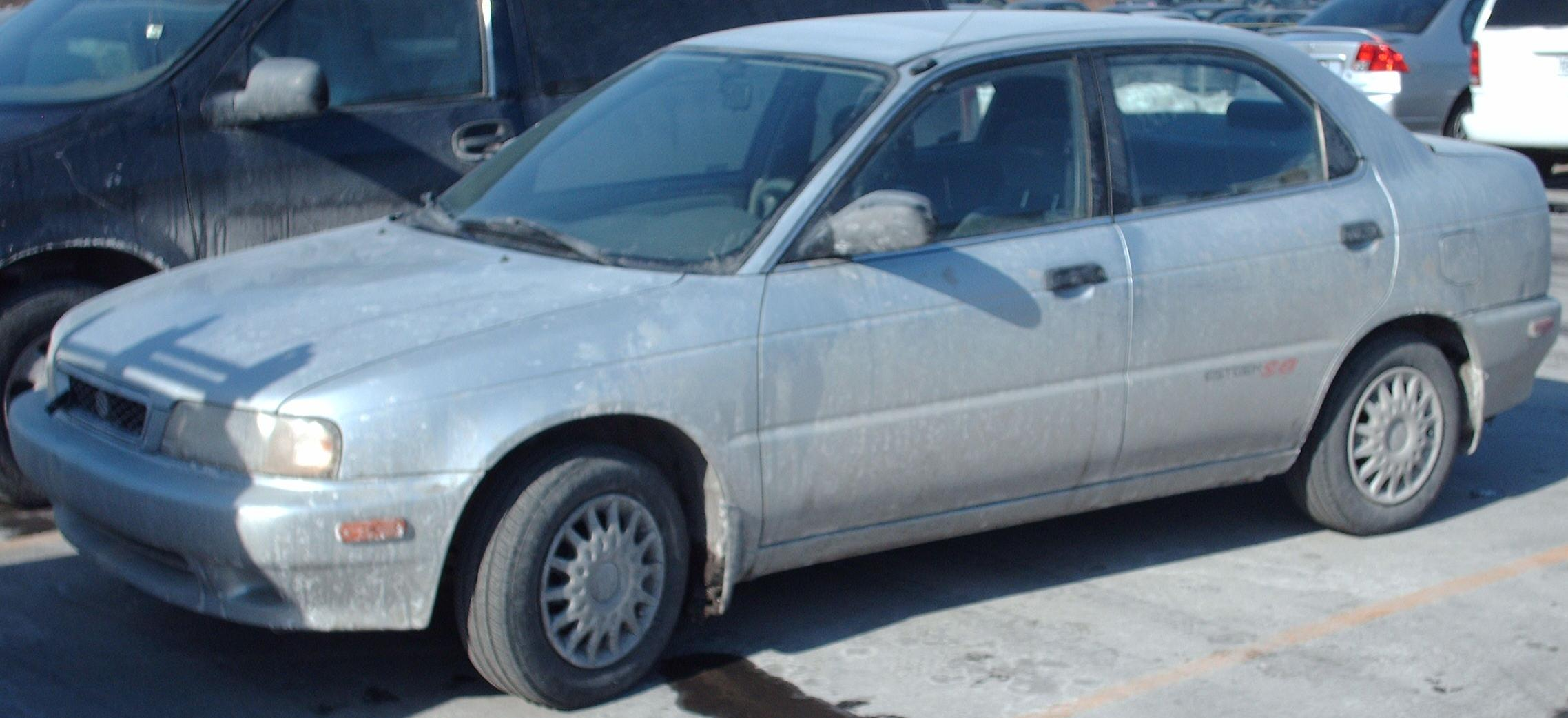
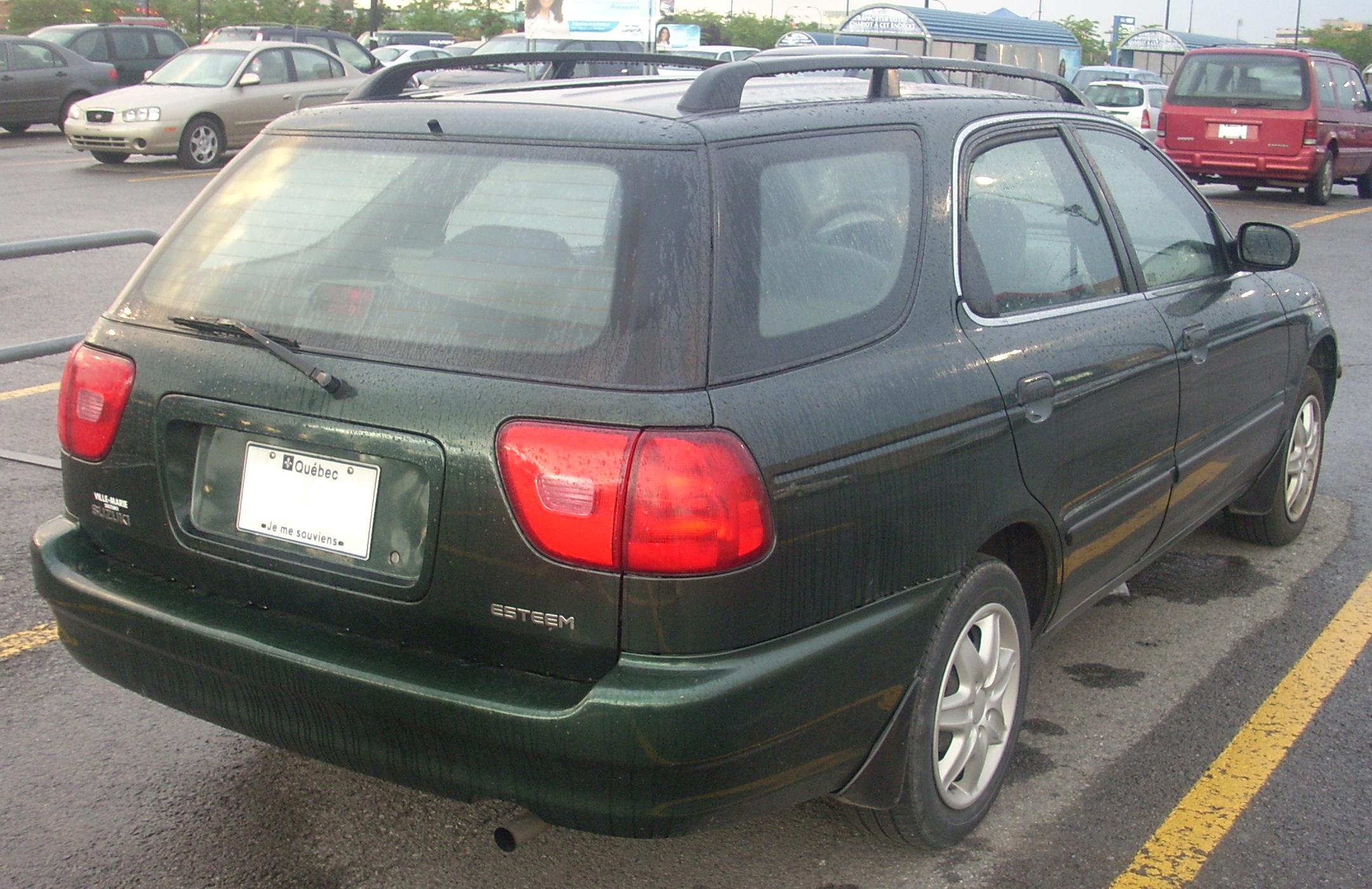
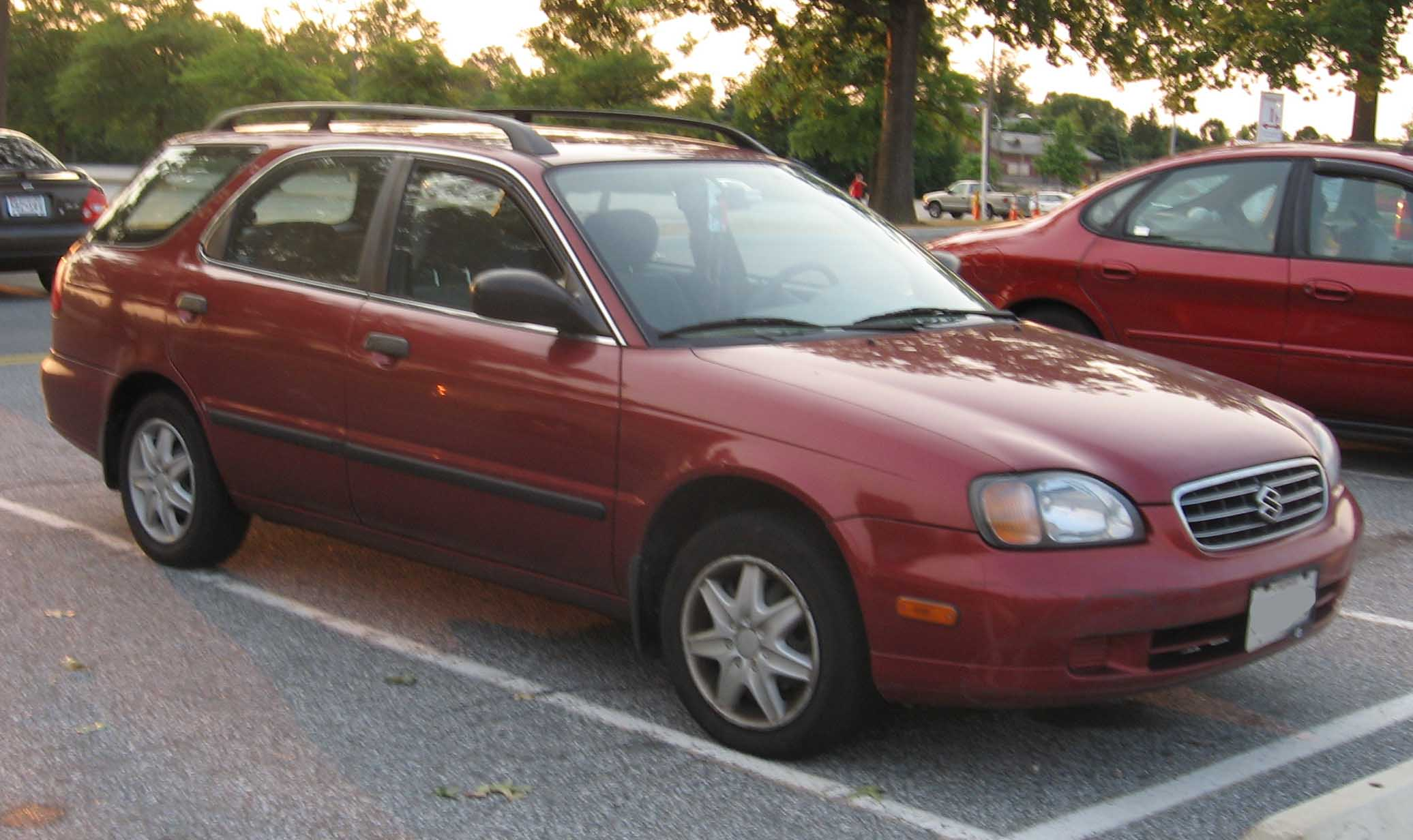
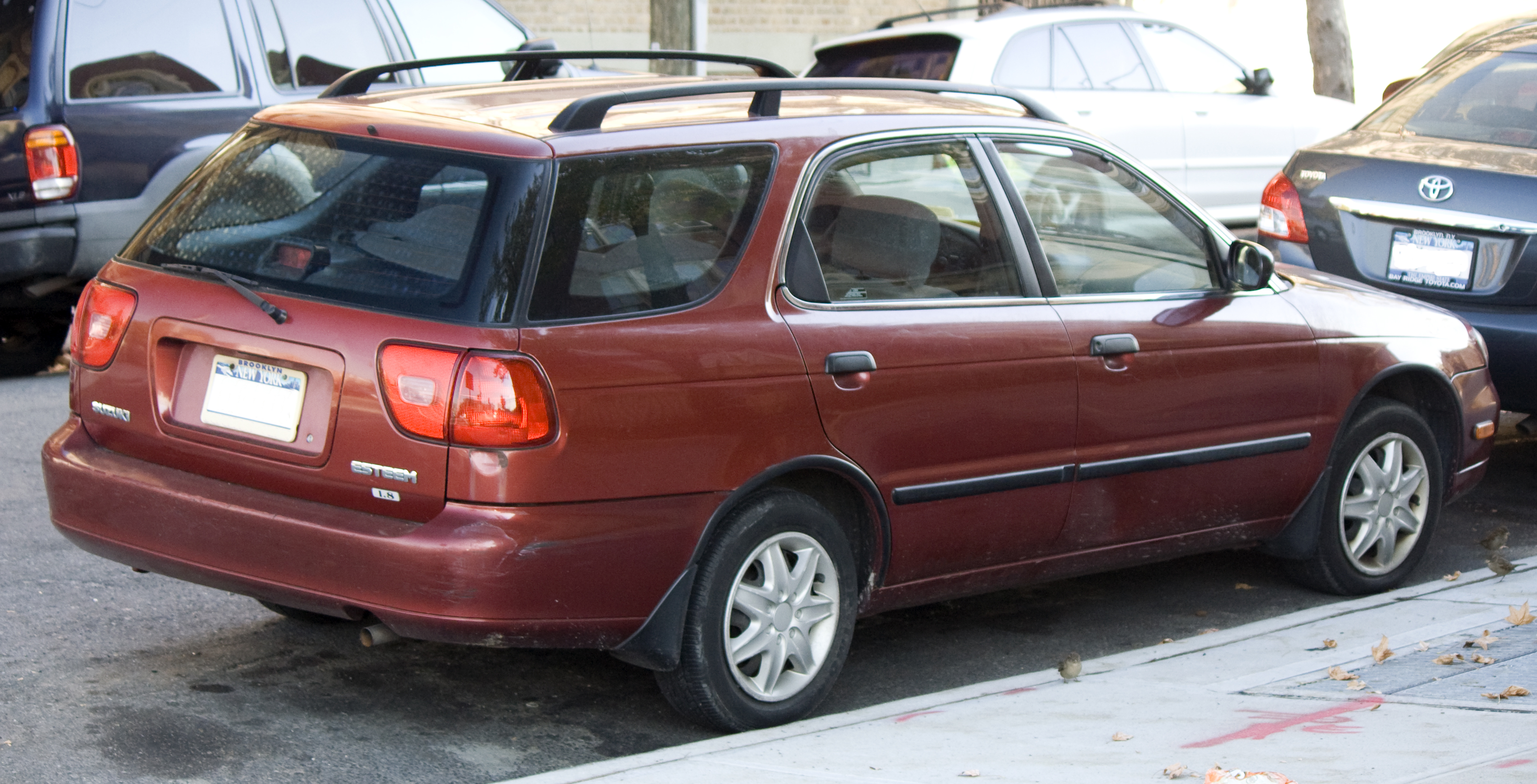
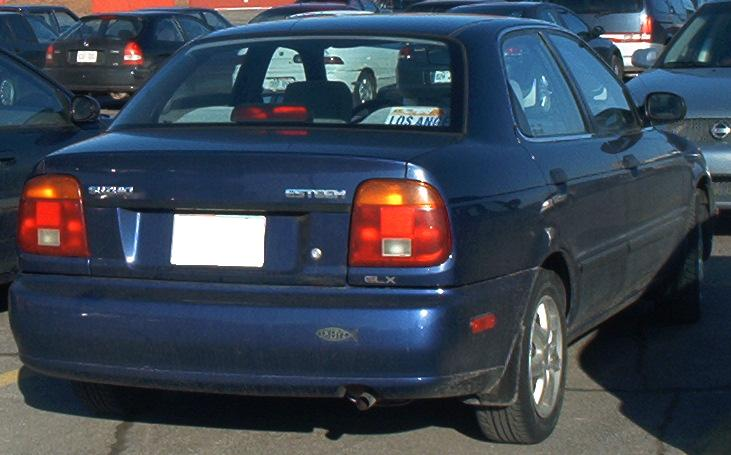
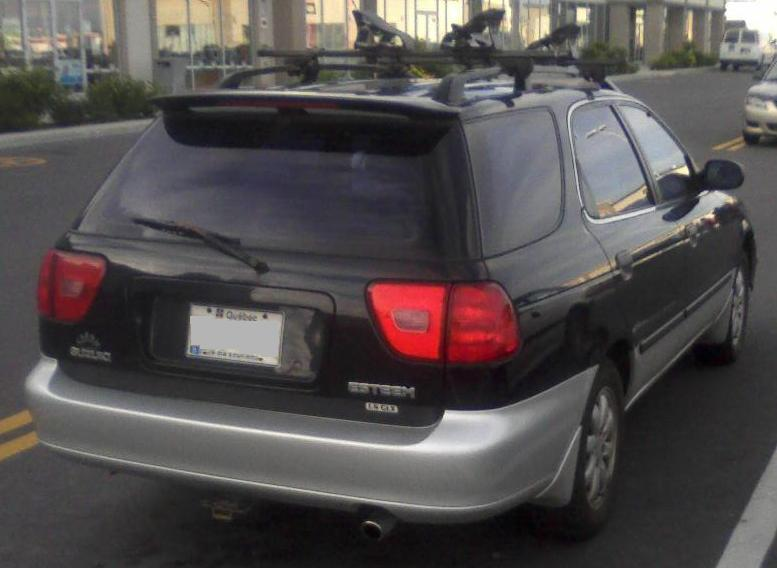

## 內部連結
- 鈴木公司
- 鈴木Cultus
- 鈴木Liana

## 外部連結
- 小七車觀點：Suzuki Esteem Wagon前期型 （页面存档备份，存于）
- 小七車觀點：Suzuki Esteem Wagon後期型 （页面存档备份，存于）